# Actéon (Charpentier)
Actéon, Opus H.481 i H.481a, és una òpera (Pastorale en forma de tragèdia en música) en 6 escenes composta per Marc-Antoine Charpentier sobre un llibret en francès d'autor desconegut, basat en Les Metamorfosis d'Ovidi. S'estrenà a l'Hôtel de Guise de París la primavera de 1684.

## Història
És molt poc probable que aquesta òpera hagi estat escrita per a una representació a l'Hôtel de Guise, el palau residència parisenc de Marie de Lorraine, duquessa de Guisa, protectora de Charpentier. L'obra es va copiar en un quadern de números romans, la qual cosa suggereix clarament que es tractava d'un encàrrec extern; i la distribució global de veus i instruments no coincideix amb la del conjunt de Guise de l'època. Encara que el mecenes i el lloc exacte de la representació encara es desconeix (la seva brevetat i petita escala suggereixen una estrena privada), la data es pot determinar amb una precisió considerable: la temporada de caça de primavera de 1684. Més tard aquell any (presumiblement per a la temporada de caça de tardor) es va revisar per canviar el paper del títol d'un paper d'haute-contre (potser originalment cantat per Charpentier, un tenor consumat) a un paper de soprano, i en aquell moment va ser rebatejat com a Actéon changé en biche.
Es desconeix l'autor del llibret francès, però l'argument es basa en una història de Les Metamorfosis d'⁣Ovidi. En aquesta història, el caçador Actéon (Acteó en català) descobreix accidentalment la deessa Diane (Diana en català) banyant-se amb els seus assistents. Intenta amagar-se, però és descobert, i Diane, enfadada, el converteix en un cérvol, i és perseguit i esbocinat pels seus propis gossos.
Té totes les marques de fascinació de Charpentier, amb el costat fosc de la mitologia clàssica, que és encara més desagradable quan descobrim que la seva tragèdia ha estat dissenyada per Juno, que té un ressentiment contra la seva família.
Aquesta història és la mateixa que s'explica a l'ària "Of she visits this lone mountain" de Dido i Eneas de Purcell, interpretada per primera vegada el 1689.
El 2015, Ayrshire Opera, dirigida per David Douglas, va traduir l'òpera a l'escocès i la va representar com a part d'un projecte comunitari.	

## Enregistraments
- William Christie, Les Arts Florissants CD. Harmonia Mundi Musique d'Abord (2001). Catalog# 1951095.
- Paul O'Dette i Stephen Stubbs, Boston Early Music Festival CD. cpo (2010). Catalog# 777 613-2.